# ویلیام اندرسون (دوچرخه‌سوار)
ویلیام اندرسون (انگلیسی: William Anderson; ۶ سپتامبر ۱۸۸۸ – ۲۷ سپتامبر ۱۹۲۸) دوچرخه‌سوار اهل کانادا بود.
وی در مسابقات کشوری و بین‌المللی در مجموع برندهٔ ۱ مدال برنز شده‌است.